# Maulaj Abd Allah
Maulaj Abd Allah (ur. 30 lipca 1935 w Rabacie, zm. 20 grudnia 1983 tamże) – książę marokański z dynastii Alawitów, syn króla Muhammada V, brat króla Hassana II.
9 listopada 1961 roku poślubił Lamję as-Sulh, córkę Rijada as-Sulha, pierwszego premiera Libanu. Był ojcem dwóch synów – Maulaja Hiszama i Maulaja Isma’ila. Został pochowany w Mauzoleum Muhammada V w Rabacie.